# Ntjam Rosie

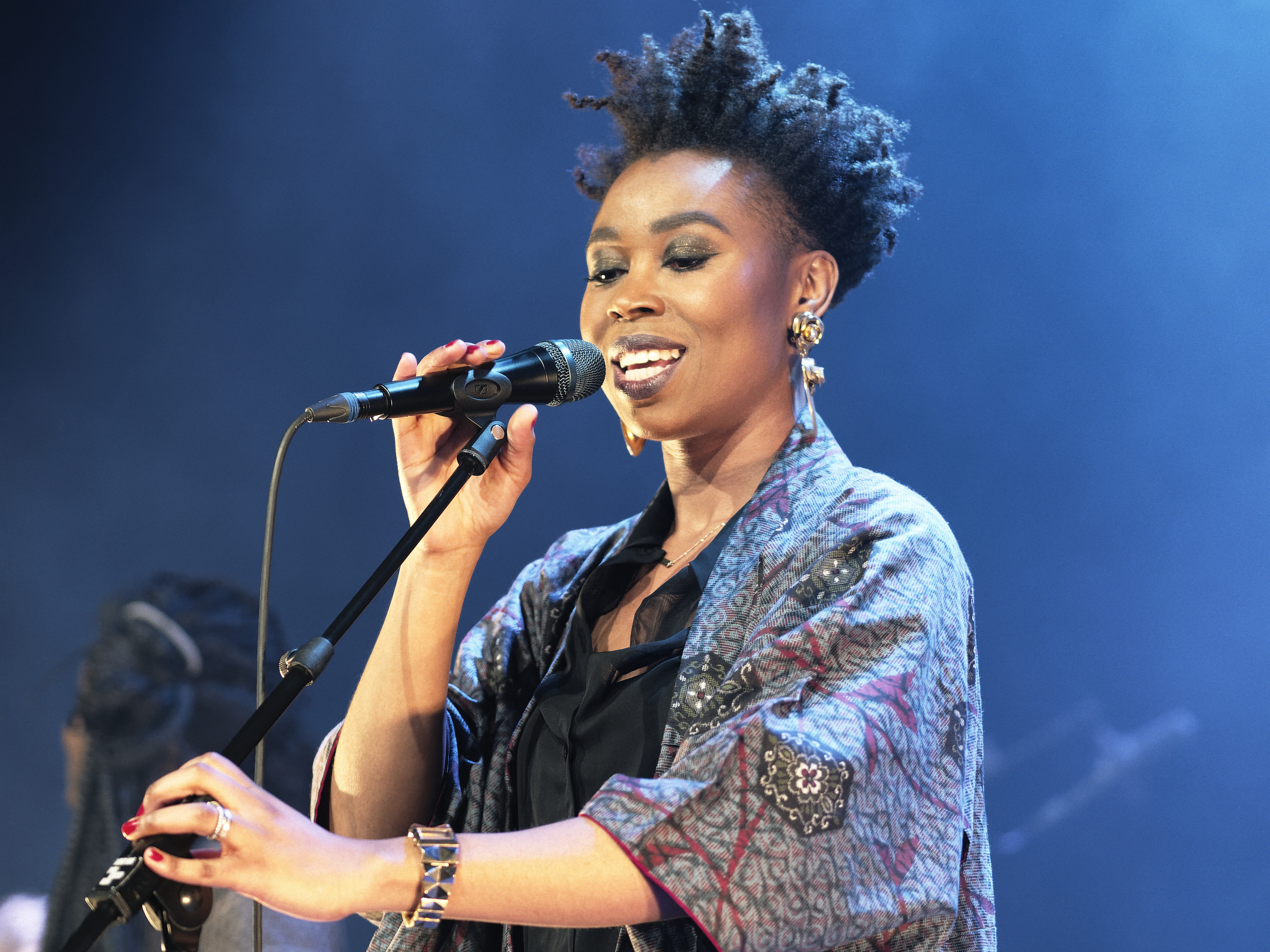
Ntjam Rosie

Ntjam Rosie geboren als Rosie Boei (* 18. März 1983 in Kamerun) ist eine niederländisch-kamerunische Sängerin und Songschreiberin aus Rotterdam. Ihr Stil ist eine Mischung aus Popmusik, Jazz und Soul.

## Leben
Rosie kam als Kind in die Niederlande und wuchs in Maastricht auf. 2009 schloss sie ihr Studium an der Codarts-Musikhochschule in Rotterdam mit einem Bachelor in Gesang ab.
Rosies erstes Album Atouba enthielt sowohl westliche als auch afrikanische Rhythmen, und sie sang auf Englisch, Französisch und Bulu, einer Sprache aus Kamerun. Für ihr zweites Album Elle ließ sie sich von Soul- und Jazzmusikern wie George Duke, Stevie Wonder und Miriam Makeba inspirieren und fügte brasilianische und afrikanische Elemente hinzu.
Bei ihrem dritten Album At the Back of Beyond spielt die Gitarre eine viel größere Rolle als auf ihrem vorherigen Album Elle. Der Albumtitel soll von dem Film Die schwarze Narzisse inspiriert sein. 
Im Jahr 2011 trat Rosie beim North Sea Jazz Festival auf, 2021 beim Jazzopen Stuttgart.
Im April 2023 erschien ihr Album Elle (Reworked). Dafür hat Rosie sich mit vier jungen Musikern der Band Smandem zusammengetan, um eine Auswahl von Songs des Albums Elle neu zu interpretieren und sie in die heutige Klangwelt von Soul, Rhythm and Blues und Jazz zu übertragen.

## Diskografie
- 2008: Atouba
- Single: Patience (vinyl)
- 2010: Elle
- 2012: Live at Grounds
- 2013: At the Back of Beyond
- 2015: The One
- 2017: Breaking Cycles
- 2020: Family and Friends
- 2021: Home Cooking
- 2023: Elle (Reworked)

## Preise und Nominierungen
- 2009: Music Matters Award und Musikbotschafterin 2010 von Rotterdam[2]
- 2011: Rosies Album Elle nominiert für den niederländischen Edison Jazzism-Publikumspreis[8]
- 2013: At the Back of Beyond nominiert für den niederländischen Edison Jazzism-Publikumspreis[9]
- 2013: Nominiert für die Personal Style Awards der Zeitschrift Elle[10]